# 25. veljače
25. veljače (25. 2.) 56. je dan godine po gregorijanskom kalendaru.
Do kraja godine ima još 309 dana (310 u prijestupnoj godini).

## Događaji
- 1570. – Papa Pio V. izdao je papinsku bulu Regnans in Excelsis, kojom je ekskomunicirao kraljicu Elizabetu I. i njene sljedbenike u Engleskoj Crkvi.
- 1912. – Marie-Adélaïde, najstarija od šest kćeri Williama IV, postala je prva vladajuća Velika kneginja od Luksemburga.
- 1836. – Samuel Colt prijavio patent za revolver
- 1921. – Demokratsku Republiku Gruziju okupirala je sovjetska Crvena armija.
- 1954. – Gamal Abdel Nasser je postao premijerom Egipta.
- 1986. – EDSA revolucija: Corazón Aquino inaugurirana je za predsjednicu Filipina nakon što je Ferdinand Marcos napustio naciju nakon 20 godina vladanja.
- 2020. – zabilježen prvi slučaj nove koronavirusne bolesti u Hrvatskoj.

| - 1670. — Maria Margaretha Kirch, njemačka astronomkinja i otkrivačica kometa († 1720.) - 1707. – Carlo Goldoni, talijanski komediograf i reformator komedije († 1793.) - 1841. – Pierre-Auguste Renoir, francuski slikar († 1919.) - 1842. – Karl May, njemački književnik († 1912.) - 1866. – Benedetto Croce, talijanski filozof, političar, povjesničar umjetnosti i literarni kritičar († 1952.) - 1890. – Vjačeslav Molotov, sovjetski političar († 1986.) - 1873. – Enrico Caruso, talijanski pjevač († 1921.) - 1906. – Boris Papandopulo, hrvatski skladatelj i dirigent († 1991.) - 1919. – Ivo Bagarić, hrvatski teolog, povjesničar, književnik, svećenik i redovnik († 2009.) - 1928. – Paul Elvstrøm, danski jedriličar († 2016.) - 1936. – Mato Lešćan, hrvatski skladatelj († 1991.) - 1943. – George Harrison, britanski glazbenik, basist i vokalist sastava The Beatles († 2001.) - 1950. – Jurica Jerković, hrvatski nogometaš - 1955. – Ljupčo Kocarev, sjevernomakedonski fizičar - 1961. – Igor Žic, hrvatski prozaik, esejist i kritičar. - 1977. – Adam Končić, hrvatski glumac - 1983. – Eduardo Alves da Silva, hrvatski nogometaš brazilskih korijena - 1998. – Franko Lazić, hrvatski vaterpolist - 2005. – Arda Güler, turski nogometaš | - 1634. – Albrecht von Wallenstein, vojskovođa katoličke lige u tridesetogodišnjem ratu (* 1583.) - 1801. – Benedikt Stay Stojković, hrvatski pjesnik latinist (* 1714.) - 1855. – Maria Adeodata Pisani, malteška bl. redovnica (* 1806.) - 1865. – Otto Ludwig, njemački književnik (* 1813.) - 1899. – Paul Julius Reuter, osnivač novinske agencije Reuters - 1950. – George Richards Minot, američki liječnik i nobelovac (* 1885.) - 1974. – Gabrijel Jurkić, hrvatski i BiH slikar (* 1886.) - 1983. – Tennessee Williams, američki književnik (* 1911.) - 1984. – Luka Kaliterna, legendarni hrvatski nogometaš i trener, jedan od osnivača Hajduka iz Splita (* 1893.) - 2004. – Ante Brkan, hrvatski umjetnički fotograf (* 1918.) - 2013. – Đuro Utješanović, hrvatski glumac (* 1940.) - 2020. – Hosni Mubarak, egipatski državnik (* 1928.) - 2025. – Milko Šparemblek, hrvatski baletan i koreograf (* 1928.) |

## Blagdani i spomendani
- sv. Donat Zadarski

## Imendani
- Viktorin
- Cezarije
- Nestorije
- Hrvoje
- Donat
- Berislav